# Sexualstrafrecht (Deutschland)
Das Sexualstrafrecht in Deutschland umfasst, wie auch das Sexualstrafrecht in anderen Ländern, die Strafnormen für Verhaltensweisen mit Bezug zur Sexualität. Das Sexualstrafrecht dient insbesondere dem Schutz der individuellen sexuellen Selbstbestimmung. Durch den Wandel der Sexualmoral ist auch das Sexualstrafrecht dem Wandel unterworfen. So diente das Sexualstrafrecht bis zur Großen Strafrechtsreform wesentlich dem Schutz der öffentlichen Sittlichkeit (Sittlichkeitsdelikte), der Gesellschaftsordnung, der Ehre der Familie und der Ehe.

## Rechtliches

### EU-Recht
Im Bereich des Sexualstrafrechtes spielen auch Richtlinien und Rahmenbeschlüsse eine immer größere Rolle. Zu erwähnen ist der Rahmenbeschluss 2004/68/JI des Rates vom 22. Dezember 2003, der durch die Richtlinie 2011/93/EU abgelöst wurde.

### Verfassungsrecht
Verfassungsrechtlich dienen die Verbote und Strafandrohungen des Sexualstrafrechts dem Schutz des Rechtes auf sexuelle Selbstbestimmung. Das Recht auf sexuelle Selbstbestimmung wird auf Art. 2 Abs. 1 in Verbindung mit Art. 1 Abs. 1 GG gestützt.
Die freie Entfaltung der Persönlichkeit schützt zwar auf den ersten Blick die Täter, da sie ihre „Persönlichkeit“ ausleben dürfen, allerdings legt das Sittengesetz der freien Entfaltung hier eine Grundrechtsschranke entgegen.

### Regelungsbereich
Das deutsche Strafrecht hat das Sexualstrafrecht ausschließlich im Strafgesetzbuch (StGB) geregelt. Die Tatbestände sind dort im 13. Abschnitt (§§ 174 bis 184l StGB) zusammengefasst. Während die frühere Auffassung des Reichsgerichts und zu Anfang noch des Bundesgerichtshofes einen Schutz der Sittenordnung in das Sexualstrafrecht interpretierten, ist der heutige Schutzbereich deutlich auf gravierende sozialschädliche Verhaltensweisen beschränkt. Insoweit wurde auch die Überschrift von „Verbrechen und Vergehen wider die Sittlichkeit“ in „Straftaten gegen die sexuelle Selbstbestimmung“ geändert.
Der Inzest (Beischlaf zwischen Verwandten § 173) steht noch heute aus sittlichen Gründen und zur Reinhaltung der Familie unter Strafe und wurde deshalb 1973 vom 13. in den 12. Abschnitt (Straftaten gegen den Personenstand, die Ehe und Familie) verschoben.
Die Regelungen, die Zwangsprostitution und damit zusammenhängende Handlungen betreffen, wurden 2005 in den 18. Abschnitt (Straftaten gegen die persönliche Freiheit) verschoben (seit 2016 als §§ 232, 232a und 233a nummeriert).

### Tatbestände
Als einheitliches Rechtsgut liegt dem Sexualstrafrecht die sexuelle Selbstbestimmung zugrunde. Den inhärenten Begriff der sexuellen Handlung hat der Gesetzgeber nicht definiert. Lediglich in § 184h Nr. 1 StGB nennt er die sexuelle Handlung als eine solche, die von einiger Erheblichkeit sein muss.
Systematisch zusammenhängend sind die Tatbestände in den Paragrafen 174 bis 184g und 184j bis 184l im dreizehnten Abschnitt Straftaten gegen die sexuelle Selbstbestimmung des Strafgesetzbuchs geregelt.
- Sexuelle Nötigung (§ 177 Abs. 5, § 5 Nr. 8)
- Sexueller Übergriff (§ 177 Abs. 1 bis 4, § 5 Nr. 8)
- Vergewaltigung (§ 177 Abs. 6 S. 2 Nr. 1, § 5 Nr. 8)
  - Sexueller Übergriff, sexuelle Nötigung oder Vergewaltigung mit Todesfolge (§ 178, § 5 Nr. 8)
- Sexueller Missbrauch widerstandsunfähiger Personen (§ 179)[4] (diese Fälle fallen seit 10. November 2016 unter sexuellen Übergriff oder Vergewaltigung; siehe oben)
- Sexueller Missbrauch von Gefangenen, behördlich Verwahrten oder Kranken und Hilfsbedürftigen in Einrichtungen (§ 174a)
- Sexueller Missbrauch unter Ausnutzung einer Amtsstellung (§ 174b)
- Sexueller Missbrauch unter Ausnutzung eines Behandlungs-, Beratungs- oder Betreuungsverhältnisses (§ 174c)
- Verbreitung gewalt- oder tierpornographischer Inhalte (§ 184a, § 6 Nr. 6)
- Straftaten aus Gruppen (§ 184j StGB)

Deutlich dem Jugendschutz zugeordnet sind die Delikte:
- Sexueller Missbrauch von Schutzbefohlenen (§ 174, § 5 Nr. 8)
- Sexueller Missbrauch von Kindern (§ 176, § 5 Nr. 8)
  - Sexueller Missbrauch von Kindern ohne Körperkontakt mit dem Kind (§ 176a, § 5 Nr. 8)
  - Vorbereitung des sexuellen Missbrauchs von Kindern (§ 176b, § 5 Nr. 8)
  - Schwerer sexueller Missbrauch von Kindern (§ 176c, § 5 Nr. 8)
  - Sexueller Missbrauch von Kindern mit Todesfolge (§ 176d, § 5 Nr. 8)
- Förderung sexueller Handlungen Minderjähriger (§ 180)
  - Sexueller Missbrauch von Jugendlichen (§ 182, § 5 Nr. 8)
- Verbreitung pornographischer Inhalte (an Minderjährige – § 184 Abs. 1 Nr. 1)
- Verbreitung, Erwerb und Besitz kinderpornographischer Inhalte (§ 184b, § 6 Nr. 6)
- Verbreitung, Erwerb und Besitz jugendpornografischer Inhalte (§ 184c, § 6 Nr. 6)
- Veranstaltung und Besuch kinder- und jugendpornographischer Darbietungen (§ 184e)
- Jugendgefährdende Prostitution (§ 184g)
- Inverkehrbringen, Erwerb und Besitz von Sexpuppen mit kindlichem Erscheinungsbild (§ 184l)

Die Prostitution ist spätestens seit Einführung des Prostitutionsgesetzes nicht mehr sittenwidrig. Jedoch ist das Ausnutzen von Abhängigkeitsverhältnissen in diesem Bereich unter Strafe gestellt.
- Ausbeutung von Prostituierten (§ 180a)
- Zuhälterei (§ 181a)
- Menschenhandel (§ 232)
- Zwangsprostitution (§ 232a)
- Ausbeutung unter Ausnutzung einer Freiheitsberaubung (§ 233a)

Allerdings soll auch die Belästigung Unbeteiligter unterbleiben, daher sind die nachfolgenden Delikte teilweise Auffangtatbestände:
- Ausübung verbotener Prostitution (§ 184f)
- Jugendgefährdende Prostitution (§ 184g)
- Exhibitionismus (§ 183)
- Erregung öffentlichen Ärgernisses (§ 183a)
- Sexuelle Belästigung (§ 184i)
- Verletzung des Intimbereichs durch Bildaufnahmen (§ 184k)

### Verwandte Tatbestände
Verwandte Tatbestände außerhalb der §§ 174–184l StGB, die selbst nicht dem Sexualstrafrecht unterfallen, sind:
- Beleidigungen auf sexueller Grundlage (§ 185 StGB)
- Nötigung zu sexuellen Handlungen nach § 240 Abs. 4 Nr. 1, die selbst keinen Körperkontakt beinhalteten oder die durch Drohung mit einem empfindlichen Übel, das keine Gefahr für Leib oder Leben darstellte, begangen wurden (ansonsten wäre § 177 Abs. 1 einschlägig gewesen); seit dem 10. November 2016 fallen diese Fälle unter den sexuellen Übergriff oder die Vergewaltigung in § 177
- Erpressung auf sexueller Grundlage (auch so genannte Chantage) nach § 253 StGB

Insbesondere hinsichtlich der Beleidigung wird in der Rechtswissenschaft betont, dass dieser Tatbestand kein Auffangdelikt für Sexualstraftaten ist.

### Schuld
Ein besonderes Augenmerk ist im Bereich des Sexualstrafrechts auf die Schuld zu legen. Das Vorliegen einer „schweren anderen seelischen Störung“ nach § 20 ist nicht immer auszuschließen. In Betracht kommt gerade dann die Verhängung einer Maßregel der Besserung und Sicherung, insbesondere die Unterbringung in einem psychiatrischen Krankenhaus oder Sicherungsverwahrung.

### Geschichte
Traditionell war das Sexualstrafrecht durch den Begriff der Sittlichkeit bestimmt, der eng mit der Ehe verknüpft war. Sexuelle Handlungen innerhalb der Ehe galten als sittlich, alle außerhalb der Ehe als Unzucht. Sexuelle Selbstbestimmung spielte im Sexualstrafrecht des 19. und frühen 20. Jahrhunderts keine Rolle. Auch in der Neubekanntmachung des Strafgesetzbuchs (StGB) von 1953 wurde es zunächst unter 13. Abschnitt unter der Überschrift „Verbrechen und Vergehen wider die Sittlichkeit“ übernommen. Die weitere Entwicklung des Sexualstrafrechts der Bundesrepublik kann als Abkehr vom Leitbild der Sittlichkeit und Hinwendung zum Recht auf sexuelle Selbstbestimmung verstanden werden.
In der DDR wurde das Sexualstrafrecht durch Einführung des Strafgesetzbuchs der DDR 1968 liberalisiert.
In der Bundesrepublik wurden zahlreiche Sexualstrafrechtsvorschriften ab 1969 liberalisiert (z. B. Abschaffung der Strafbarkeit des Ehebruchs). Durch das Vierte Gesetz zur Reform des Strafrechts vom 23. November 1973 wurde der 13. Abschnitt des Strafgesetzbuchs in „Straftaten gegen die sexuelle Selbstbestimmung“ umbenannt.
Zum 1. Juli 1989 wurde in der DDR das Schutzalter für homosexuelle Handlungen dem für heterosexuelle Handlungen angeglichen. 
1994 wurde auch in den alten Bundesländern das Schutzalter homosexueller Handlungen dem für heterosexuelle Handlungen angeglichen und der bereits 1969 und 1973 stark eingeschränkte § 175 StGB durch das 29. Strafrechtsänderungsgesetz vom 31. Mai 1994 aufgehoben.
1997 wurde Vergewaltigung in der Ehe als Verbrechen eingestuft. Vorher war sie nur als Nötigung strafbar, einem Vergehen.
Für Sexuelle Nötigung und für Vergewaltigung wurde ein einheitlicher Straftatbestand geschaffen. Durch geschlechtsneutrale Formulierung können auch Männer Opfer einer Vergewaltigung sein. Vergewaltigung ist ein Regelbeispiel für einen besonders schweren Fall des sexuellen Übergriffs bzw. der sexuellen Nötigung.
2015 wurde das Sexualstrafrecht mit Art. 1 des 49. Gesetz zur Änderung des Strafgesetzbuches reformiert.

#### Verschärfung 2016
Am 7. Juli 2016 beschloss der Bundestag eine Verschärfung des § 177 StGB, nach der eine Tat auch dann als sexueller Übergriff, sexuelle Nötigung oder Vergewaltigung bestraft wird, wenn sich der Täter über den „erkennbaren Willen“ des Opfers – zum Beispiel durch ein klares „Nein“ bekundet – hinweggesetzt hat. Die Reform beruht auf dem sogenannten „Nein-heißt-Nein“-Modell.
Nicht mehr die sexuelle Nötigung ist der Grundtatbestand, sondern das neuartige Delikt Sexueller Übergriff in den Absätzen 1 und 2 des § 177 StGB. Die Änderungen traten am 10. November 2016 in Kraft.
Zuvor wurden Fälle nur geahndet, wenn der Täter das Opfer mit Gewalt oder Drohung mit Gewalt zu sexuellen Handlungen genötigt hat, oder eine Situation ausgenutzt hat in der ihm das Opfer schutzlos ausgeliefert war. Weiterhin wurde ein neuer Tatbestand der sexuellen Belästigung geschaffen (§ 184i StGB). Vor dem Hintergrund der sexuellen Übergriffe in der Silvesternacht 2015/16 wurde ein weiterer neuer Tatbestand bezüglich sexueller Angriffe, die aus einer Gruppe heraus begangen wurden, geschaffen (Straftaten aus Gruppen, § 184j StGB). Dass aus der Gruppe tatsächlich eine Sexualstraftat (nach § 177 oder § 184i StGB) verübt wurde, ist bei § 184j bloße objektive Bedingung der Strafbarkeit, muss also nicht vom Vorsatz des Täters mit erfasst sein.
Aufgrund der geänderten Rechtslage wurden Regelungen im Aufenthaltsgesetz angepasst, die eine erleichterte Ausweisung bei Verurteilungen wegen Sexualstraftaten vorsehen.
Nach der Verabschiedung des geänderten § 177 StGB durch den Bundestag schrieb der Regensburger Strafrechtler Henning Ernst Müller: „Der neue Tatbestand wird wahrscheinlich zu mehr Strafanzeigen führen, aber nicht zu wesentlich mehr Verurteilungen, da das Beweisproblem bei der neuen Regelung eher größer als kleiner ist.“ Außerdem sei zu befürchten, dass durch die Neuregelung der § 177 StGB in der Rechtsanwendung eine „Tendenz zum Fahrlässigkeitsdelikt“ entwickle. Der Vorsitzende des Deutschen Richterbundes, Jens Gnisa, äußerte zur Neuregelung des § 177 StGB: „Diese Prozesse werden in der Regel schwierig zu führen sein, weil Aussage gegen Aussage steht und es keine weiteren Indizien gibt.“ Der Öffentlichkeit müsse bewusst sein, dass die Reform nicht zu einem signifikanten Anstieg der Verurteilungen führen dürfte. Rüdiger Deckers vom Deutschen Anwaltverein sagte: „Es wird im Prozess – wenn es dann um die Frage geht, hat es ein „Nein“ gegeben – große Schwierigkeiten geben, ein Urteil zu finden.“ Er sehe eine große Gefahr, dass die Zahl von Fehlurteilen wachse und meinte: „Gesellschaftspolitisch ist das Signal „Nein heißt Nein“ richtig – aber der Versuch, das über das Strafrecht umzusetzen, ist falsch.“ Der Vorsitzende des Bundes Deutscher Kriminalbeamter, André Schulz, sagte: „Die neuen Regelungen versprechen mehr, als sie am Ende halten können.“ Zwar seien sie gut gemeint, und es werde auch die eine oder andere Rechtslücke geschlossen. Dafür entstünden neue Baustellen, weil die Beweisbarkeit der Delikte schwer sei.
Lob erfuhr die neue Regelung vom Deutschen Juristinnenbund. Die Vorsitzende der Kommission Strafrecht, Staatsanwältin Dagmar Freudenberg kommentierte: „Es war höchste Zeit, den Grundsatz ‚Nein heißt Nein‘ endlich im Strafgesetzbuch zu verankern – von tätlichen sexuellen Belästigungen wie ‚Begrapschen‘ bis hin zu sexuellen Nötigungen und Vergewaltigungen. Alle nicht einverständlichen sexuellen Handlungen, die gegen den erkennbaren Willen einer anderen Person vorgenommen werden, sind strafwürdig. Das postuliert auch die Istanbul-Konvention des Europarats aus dem Jahr 2011, die Deutschland unterzeichnet hat und nun endlich ratifizieren kann.“